# 1998 год в шашках
1998 год в шашках описывает годовые события в шашечном движении.

## СоревнованияФМЖД
Чемпионат мира среди юниоров и юниорок по шашкам-64, г. Бендеры, Молдова
Чемпионат мира среди мини-кадетов по шашкам-64,, Латвия, 18 — 25 июня

## СоревнованияФМЖДи EDC
- Чемпионат Европы по международным шашкам среди женщин
- Чемпионат Европы по международным шашкам среди мужчин

## Национальные соревнования
Беларусь
- Чемпионат Белоруссии по международным шашкам среди мужчин
- Чемпионат Белоруссии по шашечной композиции

Нидерланды
- Чемпионат Нидерландов по
международным шашкам среди мужчин

Россия
- Чемпионат России по международным шашкам среди женщин (быстрая программа)
- Чемпионат России по международным шашкам среди женщин (классическая программа), г. Ишимбай, 21 мая — 5 июня
- Чемпионат России по международным шашкам среди женщин (молниеносная программа)
- Чемпионат России по международным шашкам среди мужчин (классическая программа), г. Ишимбай, 21 мая — 5 июня
- Чемпионат России по международным шашкам среди мужчин (молниеносная программа)
- Лично-командный чемпионат России по международным шашкам, с. Аксаково Московской области, 20-30 апреля
- Лично-командный чемпионат России по международным шашкам среди женщин, с. Аксаково Московской области, 20-30 апреля
- Лично-командный чемпионат России по международным шашкам среди мужчин 1998
- Кубок России по международным шашкам среди клубных команд, с. Аксаково Московской области, 1-5 мая
- Командный чемпионат России по русским шашкам, с. Аксаково Московской области,
- Первенство России по русским шашкам среди молодёжи 1976—1979 г.р., Электросталь, 26 января — 2 февраля
- первенство России по русским шашкам среди юниоров и юниорок 1980—1981 г.р., Электросталь, 26 января — 2 февраля
- Первенство России по русским шашкам среди юношей и девушек 1982—1983 г.р., 1984—1985 г.р., 1986—1987 г.р., Электросталь, 26 января — 2 февраля

Франция
- Чемпионат Франции по международным шашкам среди мужчин

## Международные турниры
Международный турнир «Берлин-open-99», 3-10 апреля, г. Берлин, ФРГ